# أوقفوا قتل الألعاب
أوقفوا قتل الألعاب (بالإنجليزية: Stop Killing Games) هي حركة ومبادرة استهلاكية تهدف إلى الحفاظ على ألعاب الفيديو بعد إزالتها من الخدمة. بدأت المبادرة في عام 2024 على يد روس سكوت بعد إغلاق لعبة The Crew، وهي لعبة سباق تتطلب اتصالًا ثابتًا بالإنترنت على الرغم من كونها مخصصة للاعب واحد في الغالب. اكتسبت المبادرة شعبية بسرعة، حيث غطاها العديد من مستخدمي يوتيوب والمنافذ الإخبارية. أطلقت الحركة عرائض متعددة للحكومات.

## الخلفية
The Crew هي لعبة سباق صدرت عام 2014، طورتها Ubisoft Ivory Tower وUbisoft Reflections، ونشرتها Ubisoft. تطلبت اللعبة اتصالًا ثابتًا بالإنترنت للعب، بما في ذلك في وضع اللاعب الفردي؛ محاولة تشغيل اللعبة في وضع عدم الاتصال بالإنترنت أدت إلى ظهور شاشة خطأ. بحلول 14 ديسمبر 2023، قامت شركة Ubisoft بإلغاء إدراج اللعبة وتوسعاتها من المنصات الرقمية، وعلقت مبيعات المعاملات الصغيرة، وأعلنت أنه سيجري إغلاق خوادم اللعبة في 31 مارس 2024، مشيرة إلى "البنية التحتية القادمة للخادم وقيود الترخيص". أُغلقت الخوادم كما هو مخطط له في ذلك التاريخ. عند الإعلان عن الإغلاق في 14 ديسمبر 2023، عرضت Ubisoft استرداد الأموال للأشخاص الذين اشتروا The Crew "مؤخرًا". في أوائل أبريل 2024، بعد أيام من الإغلاق، بدأت Ubisoft في إلغاء التراخيص من اللاعبين الذين اشتروا The Crew.

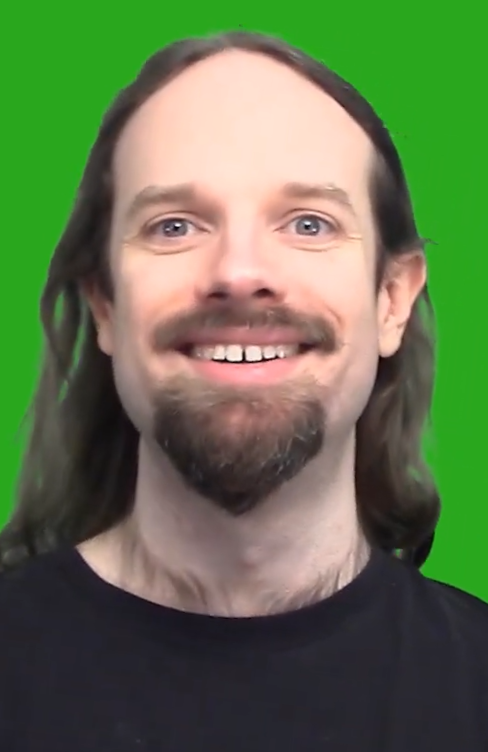
روس سكوت، مبتكر مبادرة Stop Killing Games.

روس سكوت هو مستخدم يوتيوب معروف في المقام الأول بسلسلة أفلام الماكينما Freeman's Mind. وهو ينتقد إغلاق الألعاب المخصصة للعب عبر الإنترنت فقط، واصفًا هذه الممارسة بأنها "اعتداء على حقوق المستهلك والحفاظ على الوسائط" وقارنها باستوديوهات الأفلام خلال عصر الأفلام الصامتة "التي أحرقت أفلامها الخاصة بعد الانتهاء من عرضها لاستعادة المحتوى الفضي"، بينما أشار أيضًا إلى أن "معظم أفلام تلك الحقبة قد ولت إلى الأبد". في عام 2019، انتقد سكوت الألعاب كخدمة، واصفًا هذا النموذج بالاحتيال.

## الأنشطة
في أبريل 2024، بعد إغلاق The Crew، أصدر سكوت مقطع فيديو على قناته على يوتيوب يقدم فيه مبادرة أوقفوا قتل الألعاب وأطلق موقعًا إلكترونيًّا للمبادرة. تشجع المبادرة المستخدمين على التصويت على العرائض لإجبار المطورين على توفير طرق للعب الألعاب بعد انتهاء الدعم، مثل إضافة وضع عدم الاتصال بالإنترنت أو القدرة على استضافة خوادم خاصة. كما شجع أيضًا العديد من العرائض لوقف قتل الألعاب، مثل المديرية العامة للمنافسة وشؤون المستهلك وحماية الاحتيال في فرنسا، وعريضة البرلمان البريطاني ، ومبادرة المواطنين الأوروبيين في الاتحاد الأوروبي، وحصلت هذه العريضة الأخيرة على أكثر من 350 ألف توقيع في أول شهرين.
ردت حكومة المملكة المتحدة على عريضة البرلمان، حيث ذكرت أنه "لا يوجد أي شرط في القانون البريطاني يلزم شركات ومقدمي البرامج بدعم الإصدارات القديمة من أنظمة التشغيل أو البرامج أو المنتجات المتصلة بها".  في 30 مايو 2024، قُطع العمل على العريضة بسبب الدعوة إلى إجراء انتخابات عامة في البلاد عام 2024. تم إطلاق عريضة جديدة، وسرعان ما حصلت على أكثر من 10 آلاف توقيع، وهو العدد المطلوب لضمان الحصول على استجابة من الحكومة. في فبراير 2025، ردت حكومة المملكة المتحدة على العريضة الجديدة، مشيرة إلى أنها "لا تخطط لتعديل قانون المستهلك بشأن التقادم الرقمي"، لكنها أشارت إلى أنه "إذا جرى تضليل المستهلكين بأن اللعبة ستظل قابلة للعب إلى أجل غير مسمى لأنظمة معينة، على الرغم من انتهاء الدعم المادي، فقد يتطلب قانون حماية المستهلك أن تظل اللعبة قابلة للعب من الناحية الفنية [...] في ظل هذه الظروف".
في مايو 2025، نشر سكوت جدول بيانات يحتوي العديد من ألعاب الفيديو المتاحة عبر الإنترنت فقط وحالة إمكانية لعبها. وبحسب جدول البيانات، فإن 68% من أصل 731 لعبة كانت غير قابلة للعب أو معرضة للخطر. أنقذ المطورون 16 لعبة فقط كانت قابلة للعب بعد التوقف عن الإنتاج، مع الحفاظ على 110 لعبة أخرى من قبل المعجبين.
ورغم أن مبادرة المواطنين الأوروبيين اكتسبت الكثير من التوقيعات في البداية، فإنها سرعان ما فقدت زخمها، وتوقفت عند نحو 450 ألف توقيع، وهو ما يمثل 45% من المبلغ المطلوب لممثلي المفوضية لاتخاذ الإجراءات اللازمة. في يونيو 2025، قام سكوت بتحميل مقطع فيديو، متوقعًا فشل المبادرة وموضحًا أن المشكلة المتعلقة بالتوقيعات غير الكافية "لا تتمثل في جعل اللاعبين يهتمون بالألعاب؛ بل في جعل الناس يهتمون بأي شيء".
في 2 يوليو 2025، وصلت عريضة البرلمان البريطاني إلى 100 ألف توقيع، مما يعني أنه سيجري النظر في مناقشتها في البرلمان. وبعد يوم واحد في 3 يوليو 2025، وصلت مبادرة المواطنين الأوروبيين إلى مليون توقيع، مما يعني أنه سيُنظر في مناقشتها في المفوضية الأوروبية، على الرغم من أن سكوت ذكر أن هناك حاجة إلى المزيد من التوقيعات لمواجهة التوقيعات غير الصالحة، والتي ستزال. كما ذكر سكوت أيضًا عملة مشفرة تحت عنوان Stop Killing Games، مشيرًا إلى أنها لا علاقة لها به أو بالحملة ووصفها بأنها عملية احتيال .